# Bredskär (vid Österskär, Korpo)
Bredskär är en ö i Finland. Den ligger i Skärgårdshavet och i kommunen Pargas i den ekonomiska regionen  Åboland i landskapet Egentliga Finland, i den sydvästra delen av landet. Ön ligger omkring 78 kilometer sydväst om Åbo och omkring 210 kilometer väster om Helsingfors.
Öns area är 16,7 hektar och dess största längd är 0,6 kilometer i sydöst-nordvästlig riktning.